# Estación de Fallowfield (Ontario)
Fallowfield (en francés: gare de Fallowfield) es una estación de tren de pasajeros interurbana ubicada en 3347 Fallowfield Road en el vecindario suburbano de Barrhaven en Ottawa, Ontario, Canadá.
La estación accesible para sillas de ruedas cuenta con personal y el edificio está equipado con taquilla, sala de espera, máquinas expendedoras, baños y acceso a Internet Wi-Fi.
La estación Fallowfield está ubicada aproximadamente a 12 kilómetros al oeste del Aeropuerto Internacional de Ottawa.

## Ubicación

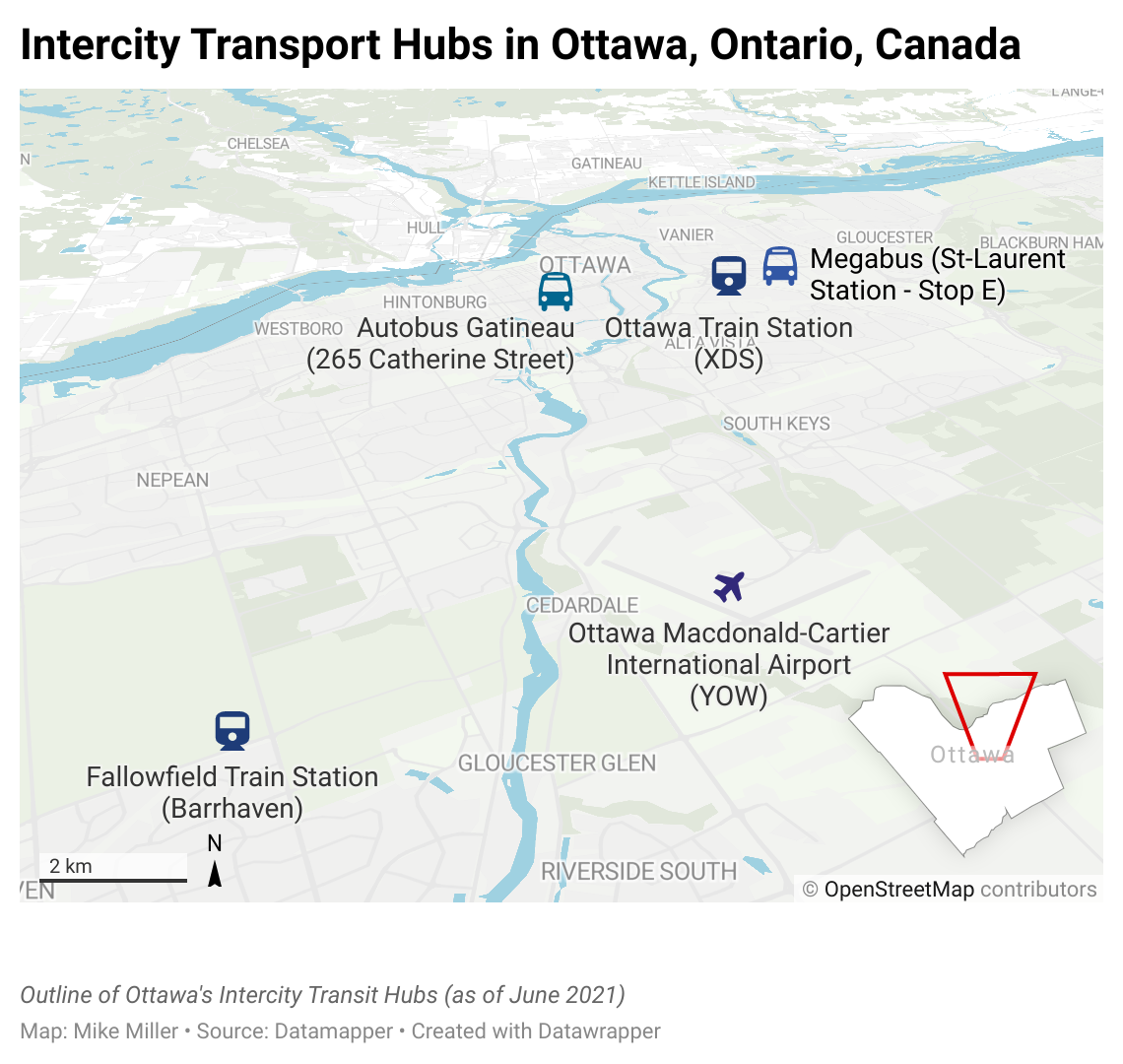
Centros de transporte interurbano en Ottawa, Ontario, Canadá.

La estación está ubicada en el lado norte de Fallowfield Road (Carretera Regional 12), justo al oeste de su intersección con la Avenida Woodroffe. La entrada de la estación principal está orientada al sureste hacia una carretera de acceso corta (Via Park Place) que conecta la estación con Fallowfield Road. En el lado noroeste de la estación, los trenes hacen escala en 1 andén lateral de bajo nivel y dos vías que bordean tierras agrícolas del cinturón verde de Ottawa. Pequeños estacionamientos de pago están ubicados a ambos lados de la estación, mientras que al sureste se encuentra una estación de tránsito rápido de autobuses OC Transpo Transitway y un gran estacionamiento para pasajeros y paseos.
La estación está ubicada al suroeste del Downtown de Ottawa, en el borde de un barrio residencial de baja densidad. Los hoteles más cercanos están a más de 5 kilómetros al noreste, cerca de Hunt Club Road y el Aeropuerto Internacional de Ottawa. Al sur de la estación, al otro lado de Fallowfield Road, hay varias franquicias de comida rápida, incluidas McDonald's, Tim Hortons y Gabriel Pizza dentro de un pequeño centro comercial. Opciones de comida adicionales en el área se encuentran a más de un kilómetro al oeste en Fallowfield Road.

## Servicios ferroviarios
Fallowfield es una parada para todos los trenes Via Rail que operan en el servicio del Corredor entre Ottawa y Toronto, y también ha sido la terminal de algunos viajes entre Ottawa y Montreal, extendiendo ese servicio más allá de la estación principal de Ottawa.
A partir de junio de 2022, la estación de Fallowfield cuenta con 1 ruta nacional (con conexiones) proporcionada por Via Rail, el principal operador ferroviario de pasajeros en Canadá. Actualmente, los trenes hacia Montreal y la ciudad de Quebec no salen de Fallowfield y deben abordarse en la estación de Ottawa.

### Ottawa-Kingston-Toronto
| Tren | Origen | Paradas intermedias | Destino | Frecuencia                     |
| ---- | ------ | --- | ------- | ------------------------------ |
| 41   | Ottawa | Fallowfield - Smiths Falls - Brockville - Kingston - Belleville - Cobourg - Oshawa                                                      | Toronto | 1 por día (lunes a sábado)     |
| 51   | Ottawa | Fallowfield - Smiths Falls - Brockville - Kingston - Belleville - Cobourg - Port Hope - Oshawa - Guildwood                              | Toronto | 1 por día (lunes a viernes)    |
| 643  | Ottawa | Fallowfield - Smiths Falls - Brockville - Kingston - Napanee - Belleville - Trenton Junction - Cobourg - Port Hope - Oshawa - Guildwood | Toronto | 1 por día (sábados y domingos) |
| 53   | Ottawa | Fallowfield - Smiths Falls - Brockville - Gananoque - Kingston - Belleville - Cobourg - Oshawa                                          | Toronto | 1 por día                      |
| 47   | Ottawa | Fallowfield - Brockville - Gananoque - Kingston - Belleville - Oshawa                                                                   | Toronto | 1 por día                      |
| 645  | Ottawa | Fallowfield - Kingston - Belleville - Oshawa                                                                                            | Toronto | 1 por día                      |
| 55   | Ottawa | Fallowfield - Brockville - Kingston - Napanee - Belleville - Trenton Junction - Cobourg - Port Hope - Oshawa - Guildwood                | Toronto | 1 por día                      |
| 59   | Ottawa | Fallowfield - Smiths Falls - Brockville - Kingston - Belleville - Trenton Junction - Cobourg - Oshawa - Guildwood                       | Toronto | 1 por día                      |

No hay servicio local entre Ottawa y Fallowfield, o Guildwood y Toronto.